# Lowlands 2023
Lowlands 2023 is de 29e editie van het Nederlandse muziek- en cultuurfestival Lowlands, voluit A Campingflight to Lowlands Paradise.

## Geschiedenis
Lowlands 2023 vond plaats op 18, 19 en 20 augustus in Biddinghuizen. Het is de 29e editie van dit festival. De eerste optredende artiesten, waaronder Billie Eilish, Bicep, Foals en Fever Ray, werden op 1 februari 2023 bekendgemaakt.
De voorverkoop startte op 4 februari en dezelfde dag meldde de organisatie dat het festival was uitverkocht. Dit gebeurde binnen een kwartier.

## Afzeggingen
Niet alle aangekondigde artiesten hebben opgetreden. De opvallendste was headliner Florence and the Machine. Haar show werd geannuleerd wegens medische redenen. Het festival schoof de band Foals door naar een later tijdslot. Froukje mocht de plek van Foals innemen.
Ook Wunderhorse zei af, de band werd vervangen door The Cavemen. De rapper Alewya door de Nederlandse Elmer.

## Artiesten

### Muziek
| - Billie Eilish - Foals - Nothing But Thieves - Charlotte de Witte - Underworld - Bicep - Boygenius - First Aid Kit - Froukje - Girl in Red - Heilung - De Jeugd van Tegenwoordig - John Coffey - King Gizzard & the Lizard Wizard - Loyle Carner - Moderat - Noord Nederlands Orkest - Pusha T - Rema - Steve Lacy - Turnstyle - Viagra Boys - Yungblud - ADF Family - Alborosie - Amyl and the Sniffers - Avalon Emerson (DJ set) - Beartooth - Black Sun Empire - Bombay Bicycle Club - Cordae - David Vunk - Dee Diggs - Dimension (DJ-set) - Dorian Electra - Dry Cleaning - Elias Mazian (live) - Eliza Rose - Ezra Collective - Fever Ray - Franc Moody - Gladde Paling - The Haunted Youth - Jayda G - Jessie Ware | - Job Jobse - Joost - Jyoty - Kelela - Lancey Foux - L’Impératrice - LSDXOXO B2B VTSS - M83 - Merol - Mezerg - Mimi Webb - Mother Mother - Muna - Nia Archives - Oxlade - Palms Trax - Partiboi69 - Raye - S10 - Sadar Bahar - Sherelle - Snail Mail - Son Mieux - Sor + Sorkest - SPFDJ - Suze Ijó - Tamino - The Cavemen. - ¥///0 $#£[[ - Ajuma - Alogte Oho & His Sounds of Joy - Amber Arcades - Avalon Emerson & The Charm - Bakar - Bambii - Beatenberg - Bella - Bolis Pupul - Chamos - Cincity - Clipping. - Coloray B2B Ineffekt - Crysyallmess B2B Toxe - Dave Nunes - Deki Alem - The Dreadnoughts | - Echt! - EEE Gee - Eileen - Elkka - Elmer - Eycee - Fafi Abdel Nour - Fleur du Bonheur - Gayance - Hannah Grae - Hellie - Jasss - Jeans B2B Spekki Webu - Jengi - Joe Unknown - Julie - Kennyhoopla - Leyo & Faisal - LIV.E - Maey - Mary Lake - Mechatok - Nabihah Iqbal - Nala - Nonchelange - Nusantara Beat - Piri - Ploegendienst - PVA - Quique - Ricks - S!rene - The Scratch - Sekan - Sentinel Island Disco - Sho Madjozi - Sierra Ferrell - Sim-OJ - Son Rompe Pera - Steppin’ Into Tomorrow - Stranger - T & Sugah - Torus - Trippy Tins - Unruly Phoenix - Water From Your Eyes - West & Vasco - Zohar |